# Ptilogyna (Plusiomyia) necopina
Ptilogyna (Plusiomyia) necopina is een tweevleugelige uit de familie langpootmuggen (Tipulidae). De soort komt voor in het Australaziatisch gebied.